# Heteroconis
Heteroconis är ett släkte av insekter. Heteroconis ingår i familjen vaxsländor.

## Dottertaxa tillHeteroconis, i alfabetisk ordning[1]
- Heteroconis aethiopica
- Heteroconis africana
- Heteroconis allisoni
- Heteroconis amoena
- Heteroconis angustipennis
- Heteroconis argylensis
- Heteroconis axeli
- Heteroconis bifurcata
- Heteroconis candida
- Heteroconis cornuta
- Heteroconis curvata
- Heteroconis dahli
- Heteroconis editae
- Heteroconis enarotadiensis
- Heteroconis enderleini
- Heteroconis fenestrata
- Heteroconis flavicornuta
- Heteroconis fumipennis
- Heteroconis fusca
- Heteroconis gagnei
- Heteroconis helenae
- Heteroconis interrupta
- Heteroconis iriana
- Heteroconis javanica
- Heteroconis kaindiensis
- Heteroconis kaitensis
- Heteroconis maculata
- Heteroconis madangensis
- Heteroconis monserrati
- Heteroconis nigricornis
- Heteroconis nigripalpis
- Heteroconis nigripennis
- Heteroconis ornata
- Heteroconis papuensis
- Heteroconis pennyi
- Heteroconis pepa
- Heteroconis picticornis
- Heteroconis pioraensis
- Heteroconis planifrontalis
- Heteroconis pulchra
- Heteroconis rieki
- Heteroconis sakaeratica
- Heteroconis serripyga
- Heteroconis smithersi
- Heteroconis spinosa
- Heteroconis striata
- Heteroconis subanalis
- Heteroconis tanzaniae
- Heteroconis terminalis
- Heteroconis toxopei
- Heteroconis umbrata
- Heteroconis varia
- Heteroconis wauensis
- Heteroconis vietnamensis
- Heteroconis wilhelmensis